# Cavillatrix bukidnon
Cavillatrix bukidnon là một loài ruồi trong họ Tachinidae.